# Chamberlin
För efternamnet, se Chamberlain.
Chamberlin är ett elektroniskt klaviaturinstrument, nära besläktat med Mellotronen. Instrumentet skapades av Harry Chamberlin 1946.  
Chamberlin har en pianoliknande klaviatur. Till varje tangent finns en magnetisk bandslinga kopplad med förinspelat ljud av exempelvis instrument, ljudeffekter eller dylikt. När man trycker ner en tangent läser ett tonhuvud av bandslingan och ljudet spelas upp genom en förstärkare. När man släpper tangenten avstannar ljudet och bandslingan spolas tillbaka. Varje bandslinga är några sekunder lång (på de flesta modeller var de 8 sekunder).
Det råder viss osäkerhet varifrån idén till Mellotronen härstammar, men ofta talas det om att Chambelins medarbetare Bill Fransen (ibland beskriven som hans trädgårdsmästare, ibland som en av hans anställda) i början av 1960-talet tog med sig Chamberlins design till England och där sålde idén utan Chamberlins vetskap. Detta ledde senare till en finansiell uppgörelse mellan Chamberlin och företaget som producerade Mellotronen.
Royalty-pengarna som Chamberlin fick från Mellotron finansierade hans fortsatta produktion av instrument som han byggde i sitt garage, och senare i en fabrik i Ontario, Kalifornien. 1981 (kort före hans död), upphörde produktionen och vid det laget hade företaget skapat runt 700 olika ljudrelaterade produkter. Harry Chamberlins son, Richard, sålde senare original-bandslingorna och ritningarna av Chamberlinklaviaturen till Mellotrons.
Chamberlin model M1, som var en senare modell av instrumentet, anses ha ett överlägset ljud och vara mer tillförlitlig än Mellotronen. Överlag är Chamberlinens bandslingor inspelade med mycket mindre kompression vilket resulterar i ett mer dynamiskt ljud med mer vibrato. Många menar idag att ett flertal kända inspelningar där Mellotronen anges som instrument, egentligen skulle vara inspelade på en Chamberlin. 
Grupper och musiker som bevisligen har använt sig av Chamberlin är Ambrosia och David Bowie på skivan Low från 1977. Musikproducenten Jon Brion använde sig av instrumentet på ett flertal av kompositionerna till filmen I Heart Huckabees från 2004.
Den svenske tonsättaren Jan Bark spelade in kompositionen "Ach Chamberlin" på en Chamberlin. Stycket som spelades in på San Francisco Tape Music Center 1965 är en hyllning till den brittiske politikern Neville Chamberlain som en kort tid före andra världskrigets utbrott återvände till Storbritannien med ett löfte från Adolf Hitler om fred.